# Eishockey in Nordamerika
| Eishockey in Kanada                  | Eishockey in Kanada                                                                                                 |
| ------------------------------------ | --- |
| Verband:                             | Hockey Canada |
| Gründung:                            | 1994 (Zusammenschluss der 1914 gegründeten Canadian Amateur Hockey Association mit der Canadian Hockey Association) |
| Medaillengewinne:                    | |
| Männer:                              | Weltmeisterschaften: 18 × Gold, 11 × Silber, 8 × Bronze                                                             |
| Männer:                              | Olympische Spiele: 8 × Gold, 4 × Silber, 2 × Bronze                                                                 |
| Frauen:                              | Weltmeisterschaften: 9 × Gold, 2 × Silber                                                                           |
| Frauen:                              | Olympische Spiele: 3 × Gold, 1 × Silber                                                                             |
| Eishockey in den Vereinigten Staaten | |
| Verband:                             | USA Hockey |
| Gründung:                            | 1920 |
| IIHF Mitglied seit:                  | 1930 |
| Medaillengewinne:                    | |
| Männer:                              | Weltmeisterschaften: 1 × Gold, 4 × Silber, 4 × Bronze                                                               |
| Männer:                              | Olympische Spiele: 2 × Gold, 8 × Silber, 1 × Bronze                                                                 |
| Frauen:                              | Weltmeisterschaften: 9 × Silber                                                                                     |
| Frauen:                              | Olympische Spiele: 2 × Gold, 2 × Silber, 1 × Bronze                                                                 |

Eishockey gehört in Kanada und den Vereinigten Staaten, wo es zumeist als Hockey bezeichnet wird, zu den vier beliebtesten Mannschaftssportarten, zu denen des Weiteren American Football, Baseball sowie Basketball gezählt werden. Mit der National Hockey League (NHL) bei den Männern sowie der Premier Hockey Federation (PHF) bei den Frauen sind zudem die jeweils als beste Eishockeyligen angesehenen Spielklassen der Welt auf nordamerikanischem Boden anzufinden.
Populär wurde der nordamerikanische Eishockeysport in Europa vor allem durch NHL-Größen wie Wayne Gretzky, wie auch durch die vielen europäischen Legionäre in den vergangenen Jahren, die es schafften, der National Hockey League in Übersee eine größere Bedeutung einzuräumen.

## Eishockey in Kanada
In Kanada hat Eishockey den Status eines Nationalsports, da dort erstmals die Regeln für diesen Sport festgelegt wurden, und bis heute keine andere Mannschaftssportart in dem Land eine vergleichbare Bedeutung erlangen konnte. Das hohe spielerische Niveau untermauert den Anspruch das Mutterland des Eishockeys zu sein.
Unter dem Motto „back to the roots“ (Zurück zu den Wurzeln) fand so im November 2003 auch das erste NHL Heritage Classic statt, ein Freiluft-Eishockeyspiel der NHL, das zwischen den Edmonton Oilers und den Canadiens de Montréal im Commonwealth Stadium in Edmonton ausgetragen wurde. Auch im Collegesport finden diese Eishockeyspiele, die sich wieder enger an die Spiele aus den Gründungszeiten des Eishockey annähern, eine größere Anhängerzahl.
- Hauptartikel: Geschichte des Eishockeys

Sieben der gegenwärtig 32 Franchises der National Hockey League sind in kanadischen Städten beheimatet. Die Anzahl an kanadischen Profispielern, die ihr Geld in der National Hockey League verdienen, ist rund viermal so hoch wie der Anteil an US-amerikanischen Spielern. Zudem gewann mit den Canadiens de Montréal eine kanadische Mannschaft die bisher meisten Stanley Cups aller nordamerikanischen Teams.
Organisiert wird das kanadische Eishockey vom Dachverband Hockey Canada. Neben den zahlreichen Profiligen leitet der kanadische Verband seit dem Zusammenschluss mit der Canadian Amateur Hockey Association im Jahr 1994 auch den in Kanada weit verbreiteten Amateur-Eishockeysport, dessen Teams in verschiedene Kategorien, die sogenannten Level, eingeteilt werden. Die höchste Kategorie hierbei ist der Level AAA, Ü21- und damit Senior-Teams, die diesen Status besitzen, sind berechtigt am Allan Cup, dem bedeutendsten Wettbewerb im kanadischen Amateureishockey, teilzunehmen und den offiziellen Amateurmeister des Landes auszuspielen. Bis 1984 war jedem Amateurteam die Qualifikation zu diesem Wettbewerb erlaubt, seitdem steht die Teilnahme nur noch den AAA-Teams offen.

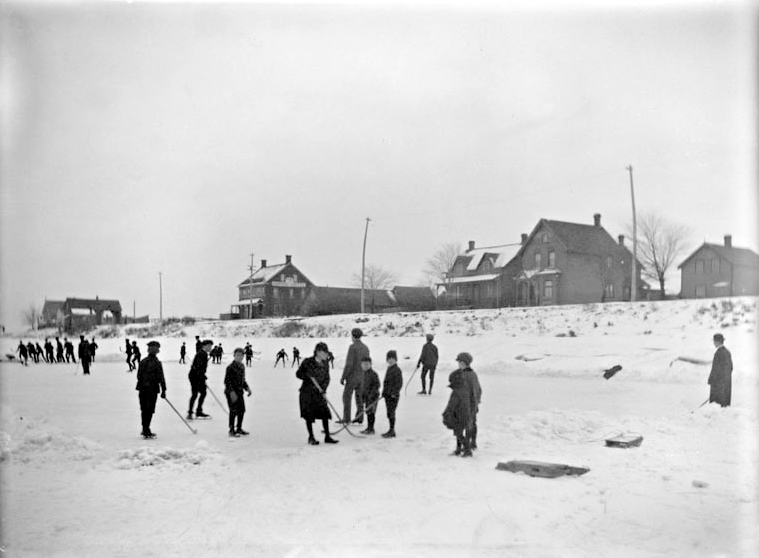
Eishockey auf dem Rideau Canal, Kanada (1901)

Die kanadische Eishockeynationalmannschaft gehört sowohl bei den Männern, wo das Team bis zur Teilnahme der Sowjetunion an internationalen Turnieren als dominierende Mannschaft galt, als auch bei den Frauen, die bis auf jeweils eine Ausnahme bisher jede Weltmeisterschaft und jedes olympische Eishockeyturnier gewann, zu den erfolgreichsten Nationalmannschaften. Bei den ersten vier olympischen Eishockeyturnieren gewann die Herrenmannschaft jeweils die Goldmedaille, erst 1936 wurde das Team zum ersten Mal geschlagen, da die siegreichen Briten fast ausschließlich mit kanadischen Einwanderern aufliefen.
Insgesamt gewannen die Eishockey-Herren des Hockey Canada neunmal Olympiagold, zuletzt 2014, sowie 18 Weltmeistertitel. Auch fanden bedeutende internationale Turniere wie die Olympischen Spiele 1988 sowie der Canada Cup und dessen Nachfolger, der World Cup of Hockey, den das Team bisher einmal gewann, auf kanadischem Boden statt.
2008 fand zum ersten Mal in ihrer Geschichte eine Weltmeisterschaft im „Mutterland“ des Eishockeys statt, nachdem der Wettbewerb zuvor einmal auf US-amerikanischem Boden ausgetragen worden war. Spielorte der WM 2008, die im Jahr des 100. Geburtstags des Weltverbandes IIHF stattfand, waren Halifax und Québec. Die Olympischen Winterspiele 2010 wurden an die kanadische Stadt Vancouver vergeben und die Spiele des Eishockeyturniers im General Motors Place, dem Heimstadion der Vancouver Canucks aus der NHL, sowie im UBC Winter Sports Centre auf dem Campus der University of British Columbia, ausgetragen.

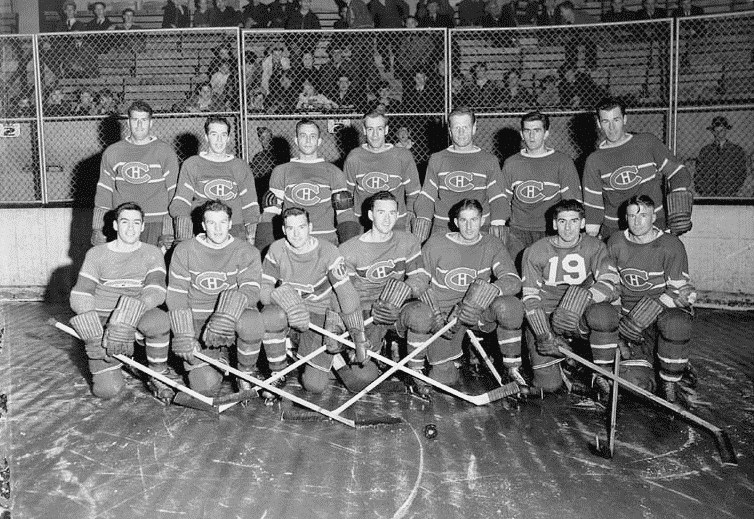
Die Canadiens de Montréal (1942)

Eine besondere Beachtung fanden die in den 1970er Jahren ausgetragenen Summit Series, in denen mit der Sowjetunion und Kanada die beiden besten Nationalteams mit professionellen Spielern in einer Reihe von Spielen gegeneinander antraten. Dies war eine Besonderheit, da es zu dieser Zeit bei den Olympischen Spielen nur Amateurspielern gestattet war, anzutreten. Vier der acht Spiele fanden dabei auf kanadischem Eis, die anderen vier in Moskau statt. 1972 gewannen die Kanadier die Serie mit vier Siegen gegenüber drei Niederlagen und einem Unentschieden, 1974 wurde hingegen lediglich ein Spiel der Serie gewonnen.
2011 kehrten die Winnipeg Jets nach 15 Jahren in die NHL zurück, da das Franchise der Atlanta Thrashers sportlich und finanziell erfolglos war und nach Winnipeg umzog. Damit spielen in der Saison 2011/12 sieben kanadische Teams in der NHL. Damit sind auf die Einwohnerzahl bezogen fast viermal so viele Franchises in Kanada beheimatet, wie in den USA.

## Eishockey in den Vereinigten Staaten

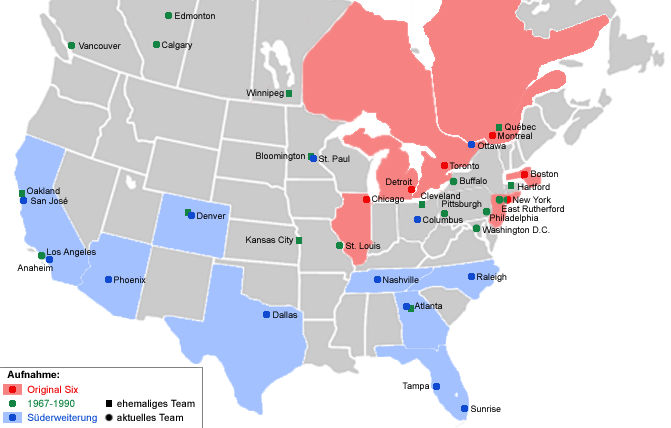
Ansiedlungen der NHL-Teams von den Original Six (1942) bis heute

Eishockey gilt zwar nur als viertpopulärster Sport in den Vereinigten Staaten, allerdings konzentriert sich der Sport auf vereinzelte Gebiete, unter anderem im Nordosten, im mittleren Westen sowie in Alaska. In diesen Ballungszentren erfreut sich der Sport jedoch zumeist derselben oder noch größeren Popularität als die anderen drei Nationalsportarten der Amerikaner. Zu den wichtigsten Städten im US-amerikanischen Eishockey gehören Buffalo, Detroit, Pittsburgh, Minneapolis, Chicago, Boston, New York City, Philadelphia, Tampa und Denver.
In den 1990er Jahren war die Leitung der National Hockey League bemüht, den Sport auch in den südlichen und damit für Eishockey eher untypischen Staaten bekannt zu machen. Dies geschah vor allem durch die Expansion der NHL zwischen 1991 und 2000, die vor allem Teams aus den südlichen Regionen in die Liga aufnahm. Franchises, die in dieser Zeit in diese Gebiete umzogen oder neu gegründet wurden, waren u. a. die San Jose Sharks aus San José, Kalifornien, die Florida Panthers aus Sunrise, Florida, oder die Mighty Ducks of Anaheim aus Anaheim, Kalifornien. Heutzutage hat es die NHL geschafft, in fast sämtlichen Regionen des Landes Eishockeyteams angesiedelt und somit den Sport im ganzen Land verbreitet zu haben.

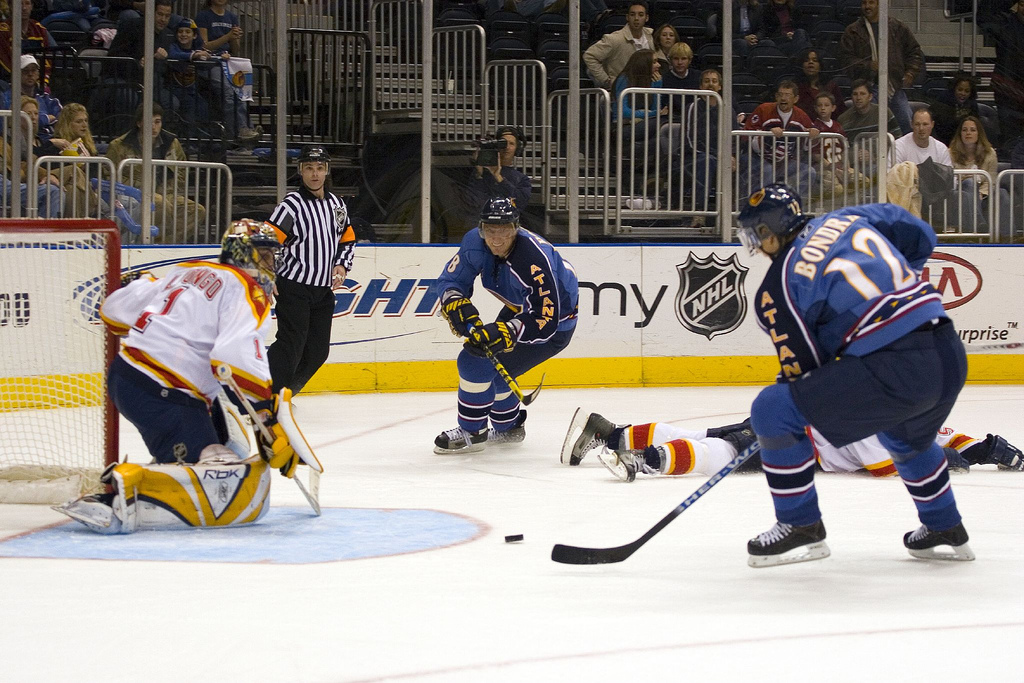
Szene aus einem NHL-Spiel der Atlanta Thrashers gegen die Florida Panthers

Der US-amerikanische Eishockeyverband USA Hockey ist neben der Hockey Canada der einzige Verband, der ein eigenes Regelbuch besitzt. Dieser Verband organisiert neben den zahlreichen Profiligen auch den US-amerikanischen Breiten- und Amateur-Eishockeysport, den zwar im Gegensatz zum Nachbarland Kanada deutlich weniger Sportler ausüben, der aber dennoch eine weite Verbreitung in den gesamten Vereinigten Staaten findet. Neben den zahlreichen Jugendligen für Herren und Damen, werden insgesamt zehn weitere nationale Wettbewerbe vom Seniorenalter bis hin zur Klasse der über 50-Jährigen betrieben.
Die US-amerikanische Eishockeynationalmannschaft gewann bisher zweimal und dabei jedes Mal auf eigenem Boden (1960 in Squaw Valley, 1980 in Lake Placid) olympisches Eishockeygold, acht Mal wurde Silber, einmal Bronze, gewonnen. In der Geschichte des Verbandes wurde das US-Team 1933 Weltmeister. Der größte US-amerikanische Erfolg im Dameneishockey war der Gewinn des ersten olympischen Damenturniers im Jahr 1998, bei Weltmeisterschaften trat das Team mit bisher neun Silbermedaillen als Dauerabonnent des zweiten Platzes hinter den Kanadiern auf, zweimal gewann die Mannschaft die Weltmeisterschaft (2005 und 2008).
Neben den beiden gewonnenen olympischen Turnieren 1960 und 1980 fanden auch die Winterspiele 2002 sowie die Weltmeisterschaft 1962 auf US-amerikanischem Boden statt.

## Organisation
Entgegen den meisten Vereinssportarten in Europa kennt der US-Profisport in der Regel keinen Auf- und Abstieg, das heißt, die Ligen sind in sich geschlossen und nur durch das Erfüllen bestimmter Kriterien durch die Teams zu erreichen.

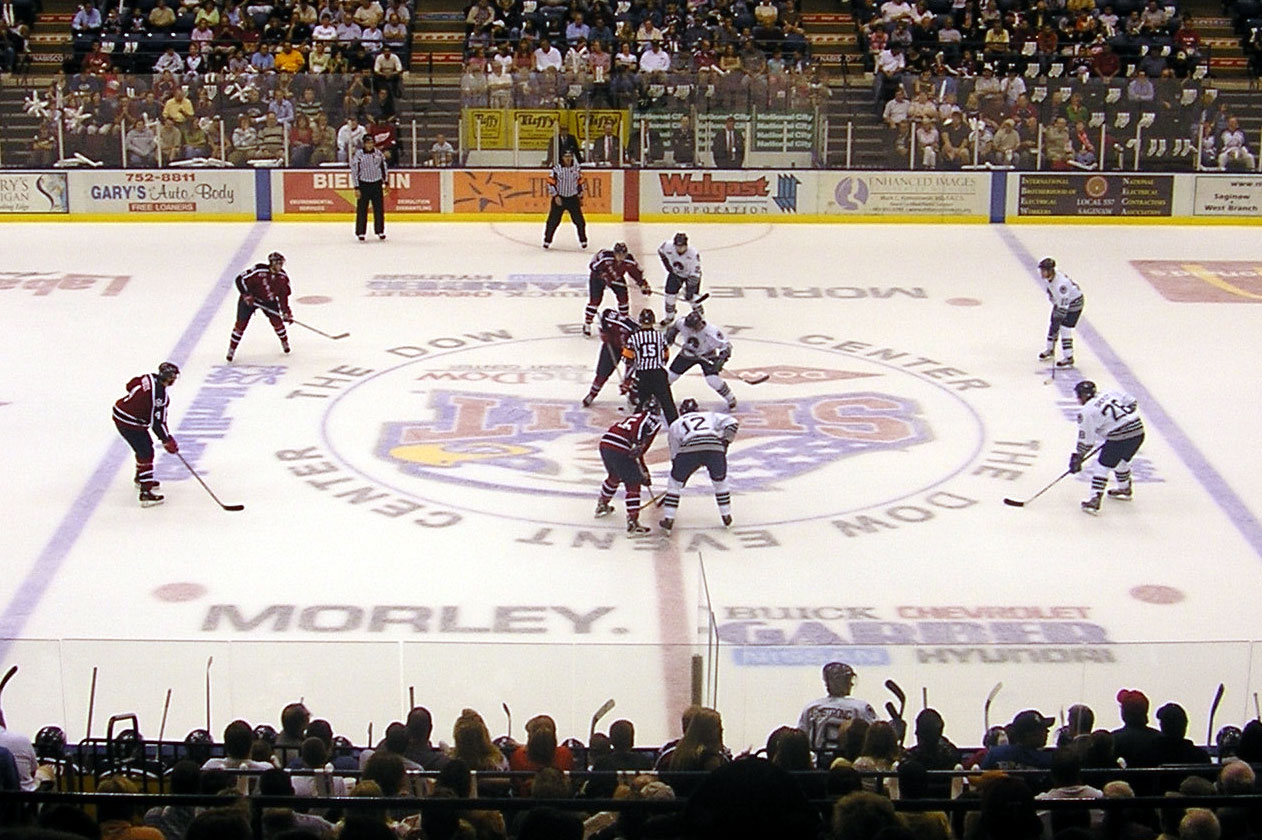
OHL-Partie der Saginaw Spirit gegen die Plymouth Whalers

Auch ist die Teamstruktur in Nordamerika anders als dies in Europa der Regelfall ist. So können die Mannschaften, die so genannten Franchises, als Wirtschaftsunternehmen betrachtet werden, die ohne größere Probleme ihren Besitzer, in manchen Fällen auch ihren Standort wechseln. Die Franchises gehen zumeist Kooperationen mit unterklassigen Profiteams, den so genannten Farmteams ein, in denen vorwiegend junge Spieler auf die NHL vorbereitet und Talente gefördert werden. Zukünftige NHL-Spieler werden dabei zumeist nicht direkt von den NHL-Teams ausgebildet, so erfolgt Förderung dieser Talente in Kanada in den weit verbreitenden Nachwuchsligen, deren Teams ausschließlich in der Altersklasse 16 bis 21 Jahre operieren und somit den Nachwuchs für die NHL liefern. Besonders populär sind hierbei die drei Top-Juniorenligen der Canadian Hockey League, die LHJMQ (Ligue de hockey junior majeur du Québec), die OHL (Ontario Hockey League) und die WHL (Western Hockey League), die Profiligenstatus besitzen.
Wie auch die NBA- und die NFL-Teams beziehen die Franchises ihren US-amerikanischen Nachwuchs auch aus Colleges, deren Mannschaften in den verschiedenen Divisionen der National Collegiate Athletic Association antreten. Machen diese Collegespieler in den anderen Hauptsportarten jedoch den Großteil der Rookies aus, sind in den USA Eishockey-Juniorenligen weiter verbreitet, die vor allem darauf zielen, die starke Basis der US-amerikanischen Juniorennationalmannschaften aufzubauen.
Aufgrund der Popularität des Sportes wurde in den 1940er-Jahren begonnen auch den „Unterbau“ der NHL, die so genannten Minor Leagues zu professionalisieren und auszubauen. Heute werden die unterklassigen Profiligen je nach Stärke in verschiedene Kategorien eingeordnet, die von High über Mid und Low Level bis hin zu semiprofessionellen Ligen reichen. So gibt es heute mit der American Hockey League (AHL) eine Elite-Minor-League, in der die Top-Farmteams der NHL-Franchises spielen. Darunter gibt es noch die ECHL und bis 2014 die Central Hockey League (CHL). Zu den Low Level-Ligen zählen die All American Hockey League (AAHL), Federal Hockey League (FHL), Ligue Nord-Américaine de Hockey (LNAH) und die Southern Professional Hockey League (SPHL).
In den 1990er-Jahren stieg die wirtschaftliche Bedeutung des Hockeysports in Nordamerika radikal an. Die NHL-Franchises bezahlten exzessive Gehälter. Die Verhandlung über ein neues NHL Collective Bargaining Agreement zur Saison 2004/05 endete in einem Spielerstreik und Lockout, so dass die Spielzeit nicht ausgetragen wurde. Nach über einem Jahr Verhandlungen wurde eine Gehaltsobergrenze (Salary Cap) beschlossen, die die Liga ausgeglichener gestalten soll.

## Regelabweichungen und sonstige Besonderheiten
Eine Besonderheit im nordamerikanischen Profisport ist der Entry Draft, der auch im Eishockey durchgeführt wird. Beim jährlichen NHL Entry Draft sichern sich die NHL-Teams die Rechte an talentierten Juniorenspielern, dies bedeutet jedoch nicht, dass diese Spieler auch jemals von den Teams in der NHL eingesetzt werden müssen.
Auch im Regelbereich bestehen Differenzen zwischen dem nordamerikanischen und dem europäischen Eishockey. So weicht das Spielfeld in der NHL in der Regel von den internationalen Vorgaben ab. Es ist hier meist nur ca. 26 m breit und 56 m lang und verfügt über eine andere Verteilung der Spielfeldzonen. Somit ist das Spiel in Nordamerika in der Regel etwas schneller und aggressiver als in Europa.

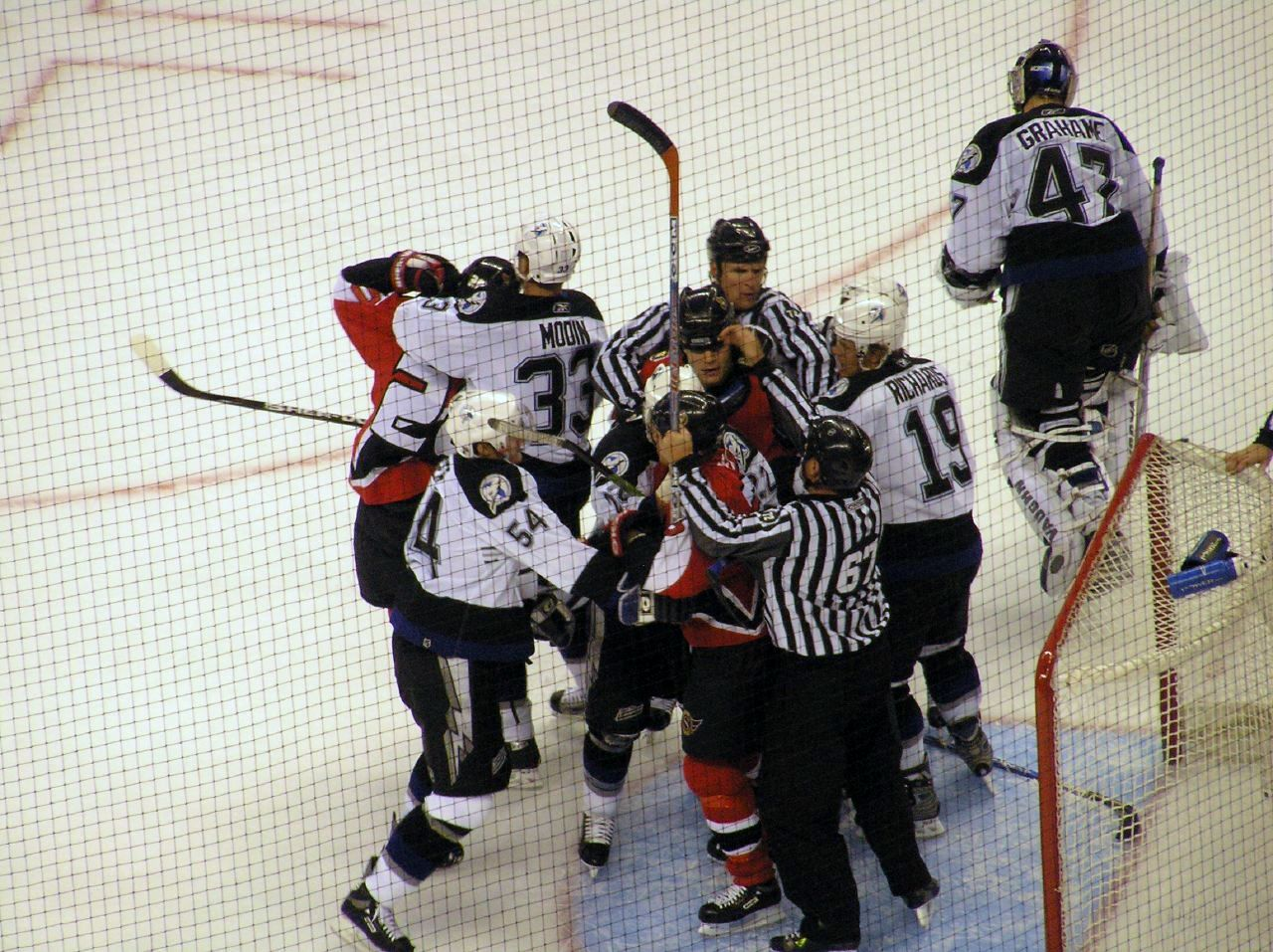
Zwischen den Ottawa Senators und den Tampa Bay Lightning kommt es zu Handgreiflichkeiten

Auch unterscheiden sich einige Regeln in Nordamerika von denen der IIHF, so gibt es in der NHL noch das „Touch-Icing“, d. h. bei unerlaubten Weitschüssen aus der eigenen Hälfte wird das Spiel, im Gegensatz zum in Europa weit verbreiteten „No-Touch-Icing“, erst unterbrochen, wenn ein Spieler der verteidigenden Mannschaft den Puck berührt hat, erreicht ein Spieler der angreifenden Mannschaft den Puck zuerst, geht das Spiel ohne Unterbrechung weiter.
Faustkämpfe während des Spiels haben in den nordamerikanischen Staaten zudem meistens eine deutlich höhere Bedeutung, als das in Europa der Fall ist, so gibt es ausführliche Kampf-Statistiken, für die vor allem die als brutalste Eishockeyliga der Welt geltende Ligue Nord-Américaine de Hockey bekannt wurde. Als weiteres Beispiel für diese Popularität kann auch der Gordie Howe Hattrick aufgeführt werden, eine Kombination aus einem Tor, einer Vorlage und einen Kampf, der mindestens mit einer fünfminütigen Zeitstrafe belegt wird, die in einem Spiel erreicht wurde.

## Fraueneishockey

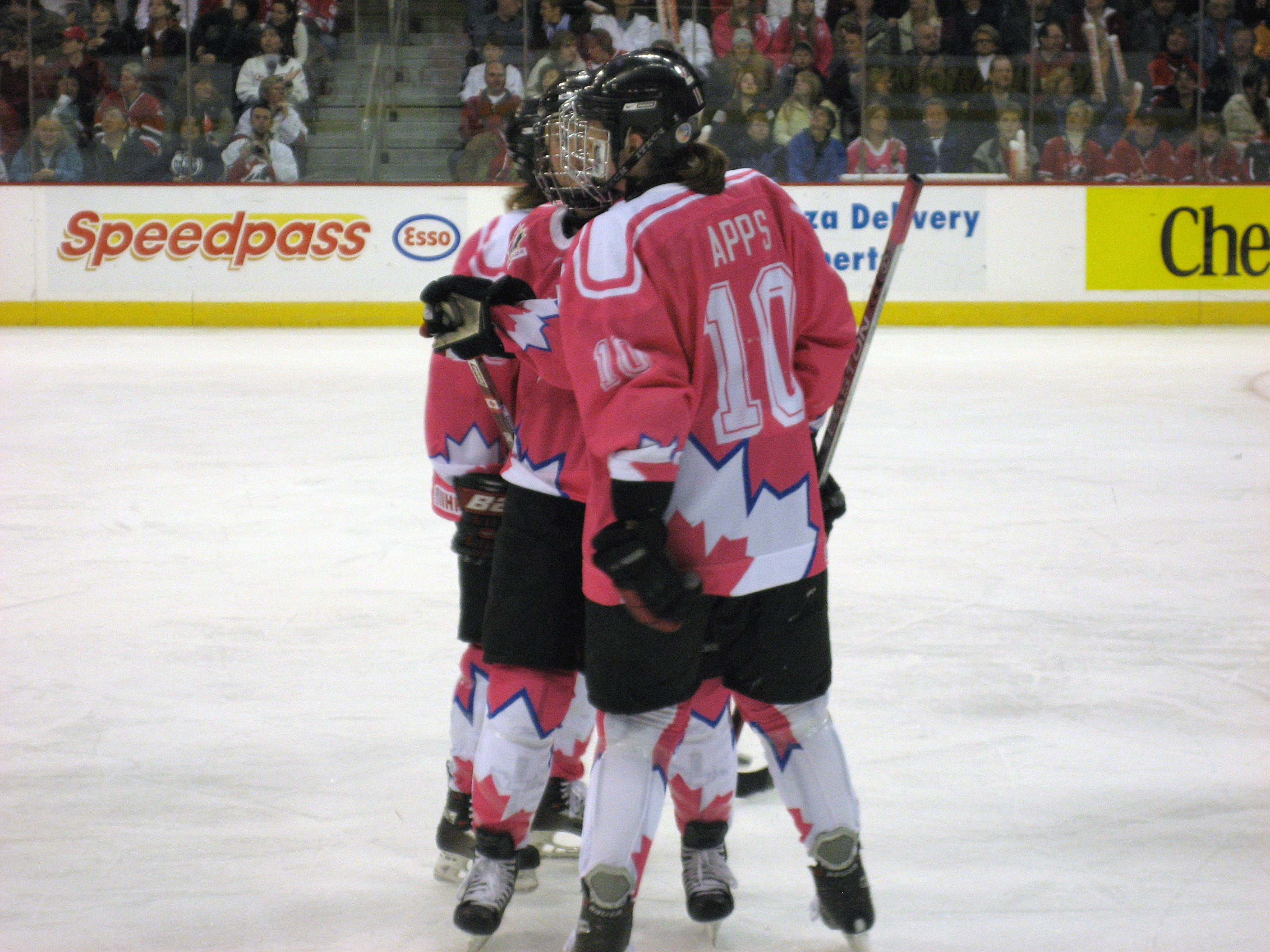
Kanadische Nationalspielerinnen bei der WM 2007

In Kanada gehört Eishockey auch bei großen Teilen der weiblichen Bevölkerung zu den beliebtesten Sportarten, nicht zuletzt aufgrund der zahlreichen Erfolge der kanadischen Frauennationalmannschaft. Seit 1982 wird eine Amateurmeisterschaft für Frauen ausgetragen, die Esso Women’s Nationals respektive seit 2009 der Esso Cup.
Die höchste nordamerikanische Damenspielklasse ist die National Women’s Hockey League, eine seit 1999 bestehende Liga, die als die NHL des Dameneishockeys und damit als beste Spielklasse der Welt gilt. Allerdings besteht die NWHL seit ihrer Gründung bisher nur aus kanadischen Teams, dies ist nicht zuletzt auf die noch eher rückständige Dameneishockeyentwicklung des Nachbarlandes USA zurückzuführen. Dort wächst die Popularität von Fraueneishockey langsam, aber stetig. Bislang gibt es etwa 52.500 US-amerikanische Spielerinnen, die in verschiedenen regionalen sowie nationalen Ligen aktiv sind.
Im Gegensatz zu den männlichen Kollegen sind die meisten Eishockeyspielerinnen keine Profis, dies gilt auch für sämtliche Ligen in Kanada und den USA. Auch wenn die NWHL versucht, möglichst professionell zu arbeiten, ist auch diese Liga bis heute eine Amateurliga. Mit Manon Rhéaume spielte 1992 die erste Frau für ein NHL-Team, als sie am 23. September in einem Vorbereitungsspiel der Tampa Bay Lightning zum Einsatz kam. Zuvor hatte sie, ebenfalls als erste Frau, in der höchsten kanadischen Juniorenliga LHJMQ ein Spiel für die Draveurs de Trois-Rivières absolviert.

## Schiedsrichterwesen

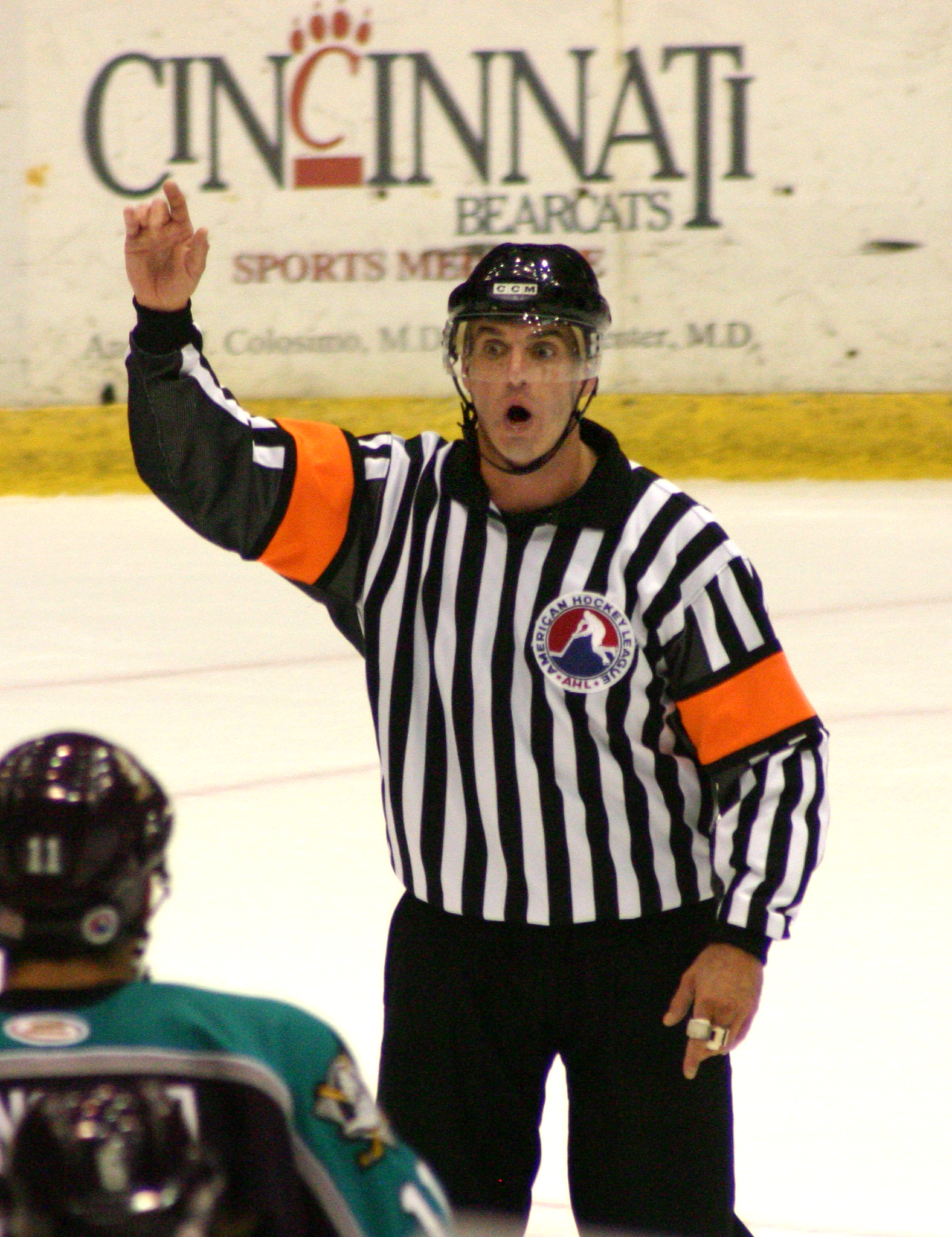
Schiedsrichter der American Hockey League

Auch im nordamerikanischen Schiedsrichterwesen sind deutliche Unterschiede zu den Offiziellen in Europa zu erkennen. So werden in der National Hockey League bereits seit Jahren Profischiedsrichter eingesetzt, die auch in einer eigenen Interessenvertretung, der „National Hockey League Officials' Association“ organisiert sind. Dies ist aufgrund der wirtschaftlichen Situation der Liga ohne weiteres möglich, während eine einheitliche Einführung von Profi-Schiedsrichtern in Europa immer wieder an den höheren Kosten und den im Vergleich zur NHL geringeren Zahl an Spieltagen scheiterte, sodass es sich bei den meisten Eishockeyschiedsrichtern um Amateur-Schiedsrichter handelt und nur wenige Ausnahmeschiedsrichter einen Profivertrag bekommen. Dieses System entspricht eher dem der unterklassigen nordamerikanischen Profiligen von der AHL abwärts, in der jedoch die meisten Schiedsrichter inzwischen auch schon als vollprofessionelle Schiedsrichter tätig sind.
Eine weitere Besonderheit ist die Tatsache, dass in den nordamerikanischen Profiligen, vor allem in NHL und AHL, in der Regel mit vier Schiedsrichtern, von denen zwei als Hauptschiedsrichter, zwei als Linienrichter agieren, gespielt wird, während international das Spiel mit drei Spiel-Offiziellen (ein Hauptschiedsrichter, zwei Linienrichter) üblich ist.

## Berühmte nordamerikanische Spieler
Die Anfangszeit des professionellen Eishockeys in Nordamerika wurde hauptsächlich durch kanadische Spieler wie Howie Morenz, Georges Vézina und Eddie Shore geprägt, die ihre Teams zu mehreren Stanley-Cup-Siegen führten. In den vierziger Jahren begann die große Zeit von Maurice „Rocket“ Richard, der als einer der besten Torjäger in die Geschichte des Eishockeysports einging und mit seinen Montréal Canadiens in den fünfziger Jahren die NHL dominierte. Das Team brachte in der Zeit noch weitere große Eishockeyspieler hervor, wie Jean Béliveau, Doug Harvey und Torhüter Jacques Plante sowie Maurice Richards jüngeren Bruder Henri Richard, der mit elf Stanley-Cup-Siegen mehr Meisterschaften in der NHL gewonnen hat als jeder andere.
Terry Sawchuk war von 1950 an ebenfalls eine feste Größe unter den Torhütern der NHL und ging mit 103 Shutouts in die Eishockey-Geschichtsbücher ein. Dieser Rekord wurde im Dezember 2009 von Martin Brodeur eingestellt und kurze Zeit später übertroffen. Bobby Orr begann seine Karriere 1966, wurde als erster Verteidiger mit der Hart Memorial Trophy als wertvollster Spieler der NHL ausgezeichnet und entwickelte sich zu einem der besten Verteidiger der Eishockeygeschichte. An seiner Seite spielte damals Phil Esposito, einer der führenden Stürmer der sechziger und siebziger Jahre. Ende der siebziger Jahre rückte mit Guy Lafleur wieder ein Spieler der Montréal Canadiens ins Rampenlicht der NHL und mit Marcel Dionne gehörte ein weiterer Franko-Kanadier zu den Stars. Zudem beendete 1980 mit Gordie Howe, „Mr. Hockey“ genannt, einer der bedeutendsten Eishockeyspieler im Alter von 52 Jahren seine Karriere. Bereits 1946 gab er sein Debüt in der NHL und zog sich 1971 aus dem professionellen Eishockeysport zurück, um nur zwei Jahre später in der WHA sein Comeback zu geben und 1979 in die NHL zurückzukehren.
Mit der Fusion zwischen NHL und WHA im Jahr 1979 begann eine neue Ära, aus der Wayne Gretzky und Mark Messier hervorgingen. Gretzky dominierte den Eishockeysport in den folgenden 20 Jahren, stellte bis zu seinem Karriereende 61 Rekorde auf und gilt als einer der besten Eishockeyspieler aller Zeiten. Mark Messier entwickelte sich zu einem der besten Anführer der NHL-Geschichte und zusammen mit Gretzky feierte er in den achtziger Jahren große Erfolge mit den Edmonton Oilers. Mike Bossy erreichte im Jahr 1981 als erst zweiter Spieler die Marke von 50 Toren in 50 Spielen und gewann viermal den Stanley Cup mit den New York Islanders. Mit Ray Bourque und Paul Coffey betraten zwei junge Verteidiger die Eishockeybühne und prägten die folgenden zwei Jahrzehnte. Patrick Roy begann seine Karriere 1985 in Montreal und wurde im Laufe seiner Karriere mehrfach ausgezeichnet. Er gilt heute als einer der besten Torhüter der NHL-Geschichte. Standen die US-Amerikaner lange Zeit im Schatten der Kanadier, so traten sie in Form von Torhüter Mike Richter, von Chris Chelios, Joe Mullen, Pat LaFontaine und Phil Housley hervor. Housley wurde trotz großartiger Leistungen nie als bester Verteidiger ausgezeichnet. Er ist mit 1.495 Spielen in der regulären Saison, der Spieler mit den meisten Einsätzen, der nie den Stanley Cup gewann.
In den neunziger Jahren führte Mario Lemieux die Pittsburgh Penguins zu zwei Stanley-Cup-Erfolgen und scheiterte in der Saison 1988/89 nur knapp an der Marke von 200 Scorerpunkten in der regulären Saison. Brett Hull trat die Nachfolge seines Vaters Bobby an und gehörte zu den besten Torschützen während des Jahrzehnts. Luc Robitaille entwickelte sich zu einem der besten Flügelstürmer aller Zeiten und in Detroit feierten Steve Yzerman und Nicklas Lidström große Erfolge. Yzerman ging 2006 in die Geschichte der NHL ein, als er nach der mit 20 Jahren längsten Amtszeit als Mannschaftskapitän seine Karriere beendete. Joe Sakic prägte sowohl die neunziger Jahre, als auch das erste Jahrzehnt des neuen Jahrtausends entscheidend mit, genauso wie der US-Amerikaner Mike Modano von den Dallas Stars. Diese Mannschaft stellte mit Derian Hatcher den ersten US-amerikanischen Mannschaftskapitän, der den Stanley Cup gewann. Mit Ed Belfour lief wieder ein kanadischer Torhüter zu Höchstleistungen auf und Martin Brodeur führte die New Jersey Devils zu drei Stanley-Cup-Siegen und gilt als legitimer Nachfolger von Patrick Roy. 2004 beendete Ron Francis seine Karriere, die ihm den Ruf als einer der besten und fairsten Defensivstürmer einbrachte. Zu den heutigen Stars zählen die Verteidiger Zdeno Chára und Erik Karlsson; unter den aktiven Stürmern genießen Spieler wie die Kanadier Sidney Crosby und Steven Stamkos, der Tscheche Jaromír Jágr, der Finne Teemu Selänne und die Russen Alexander Owetschkin und Jewgeni Malkin große Popularität. Bei den Torhütern gehören, neben Martin Brodeur, Roberto Luongo, Pekka Rinne und der Stanley-Cup-Gewinner Jonathan Quick zu den wichtigsten aktuellen Torhütern.
Ryan Smyth konnte in der Liga noch keine Meilensteine setzen, doch international machte er sich einen Namen als „Captain Canada“, da er das Team fünf Mal als Kapitän bei Weltmeisterschaften anführte und neben zwei Weltmeistertiteln auch die olympische Goldmedaille gewann.

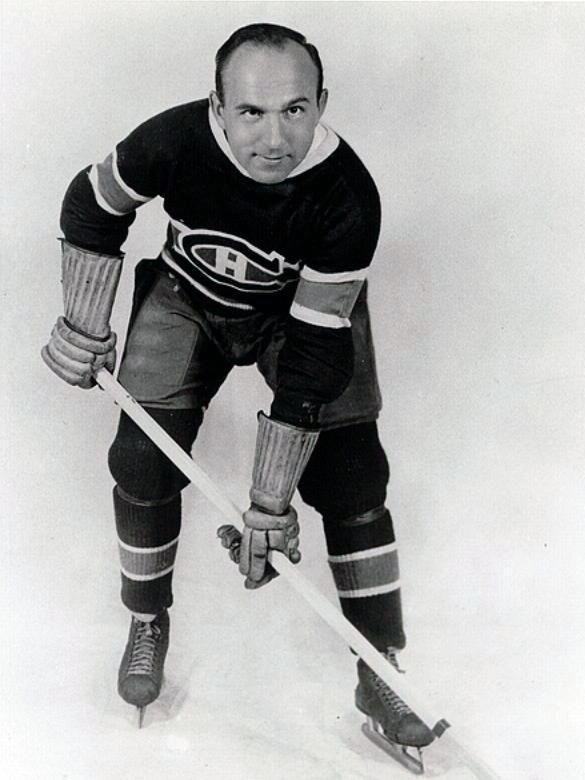
Howie Morenz
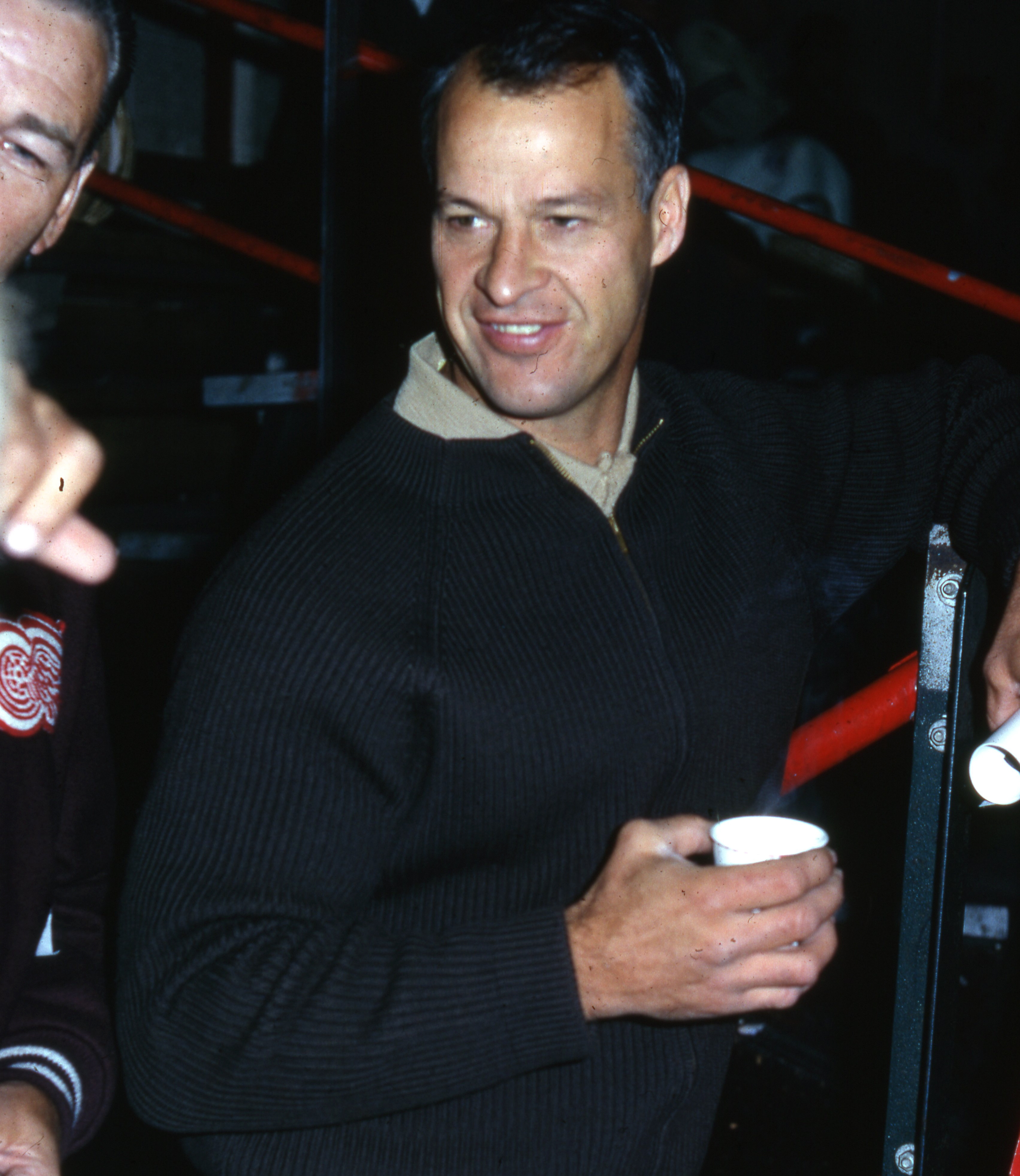
Gordie Howe
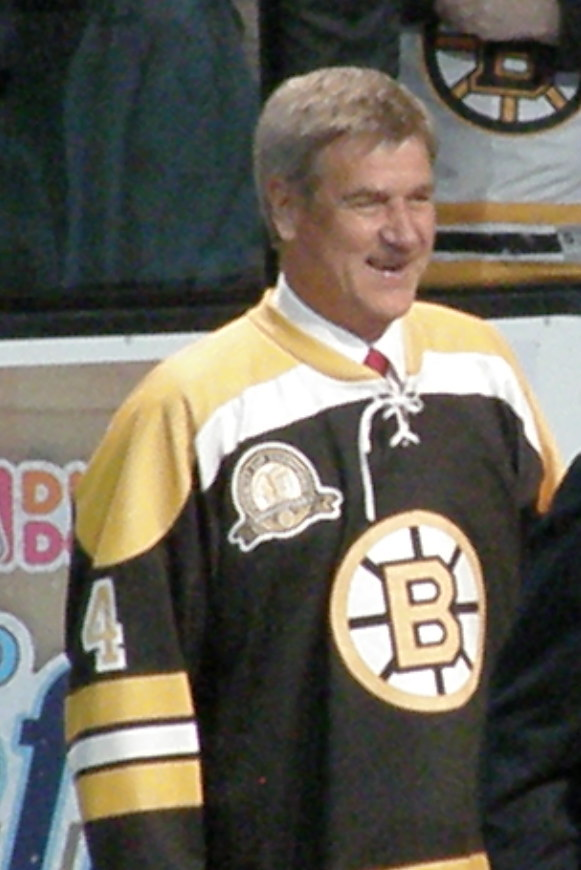
Bobby Orr
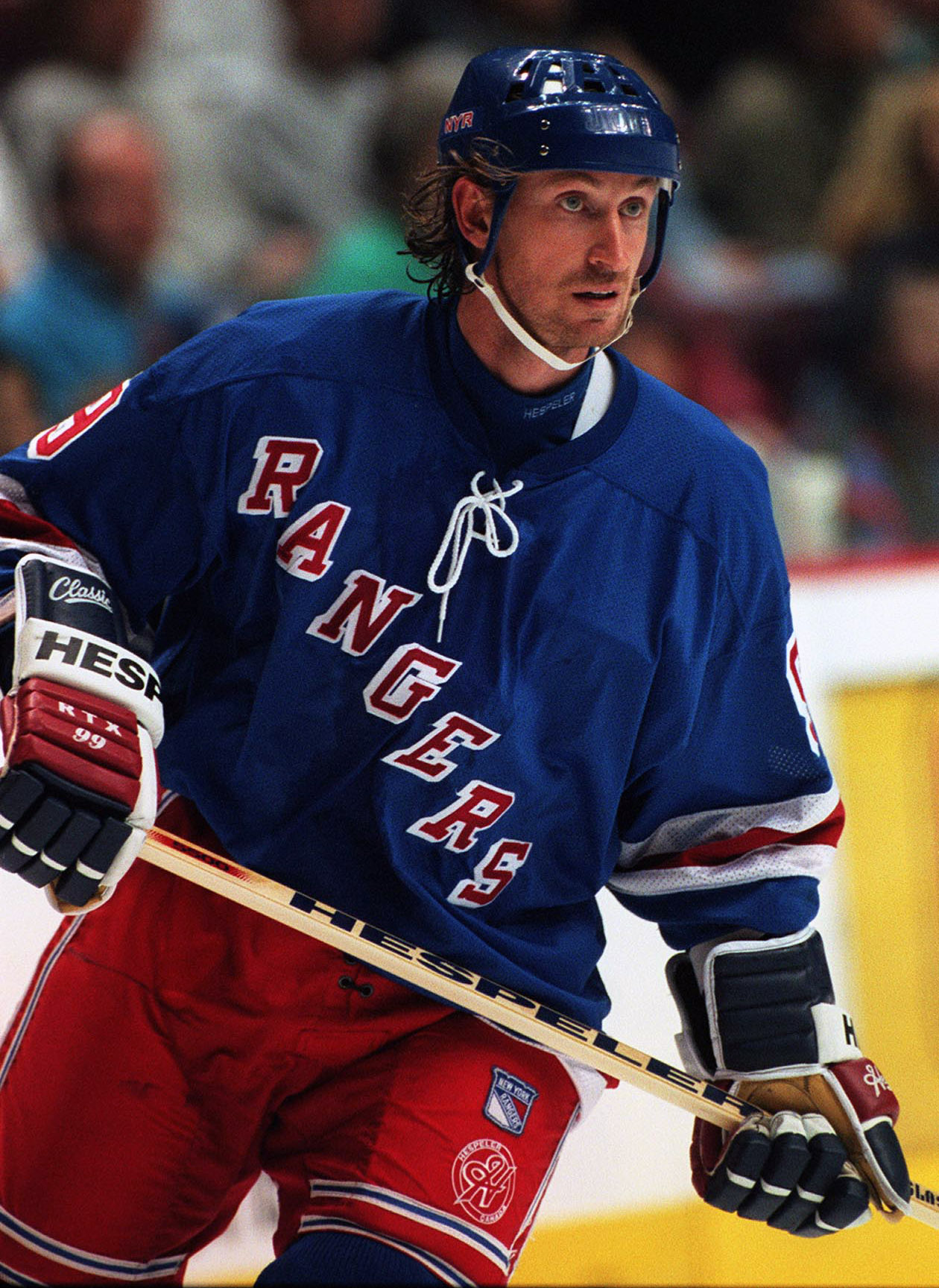
Wayne Gretzky
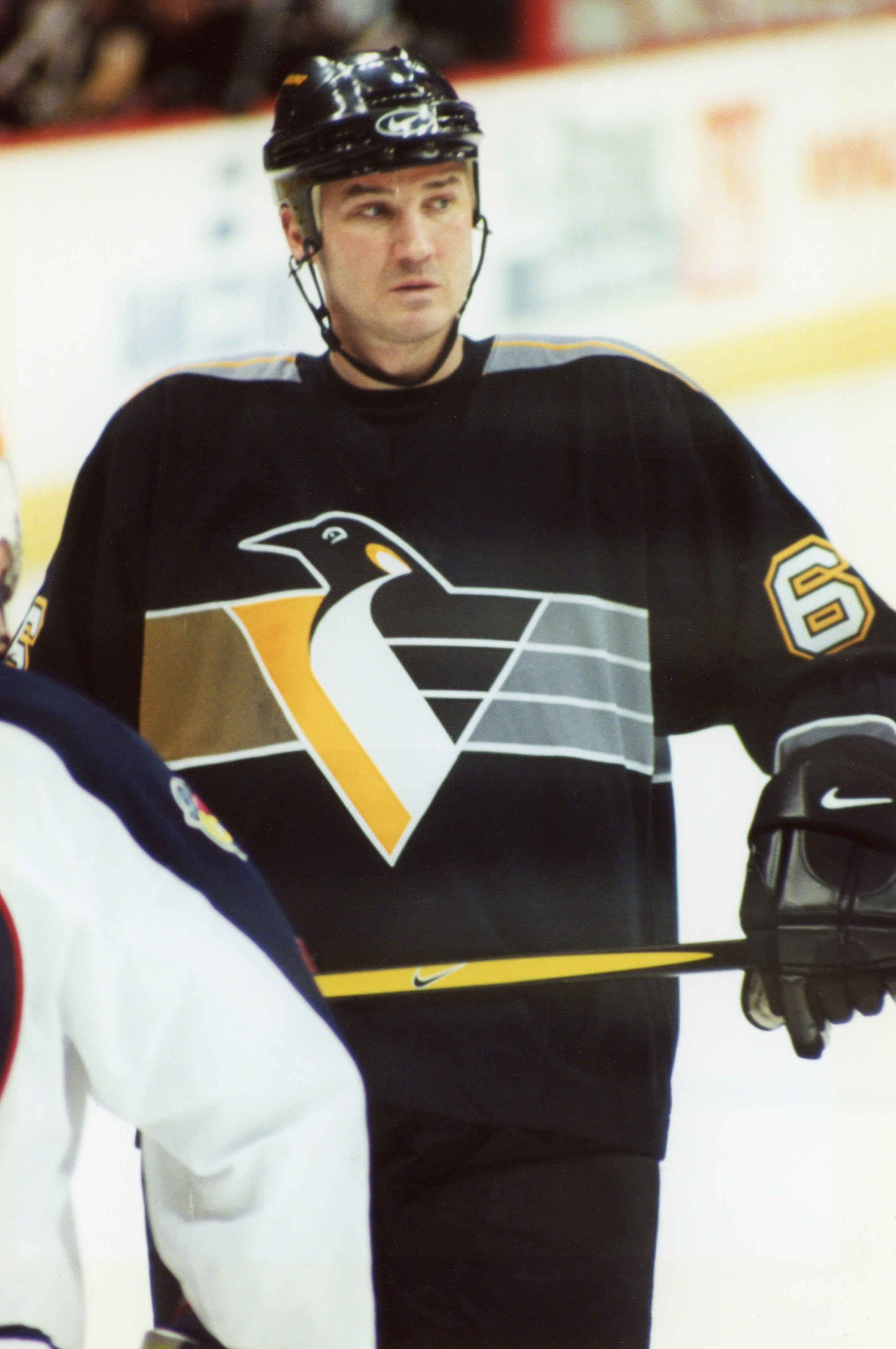
Mario Lemieux
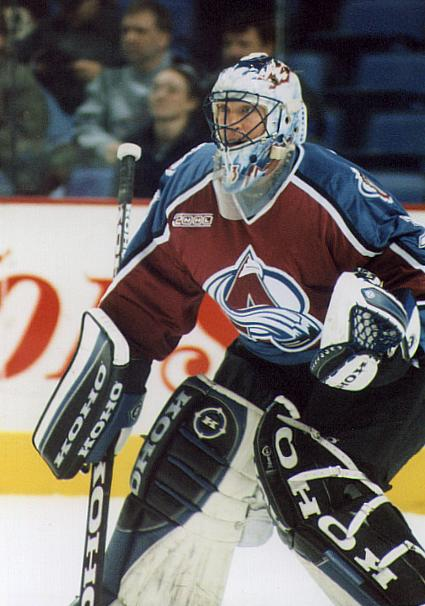
Patrick Roy